# Závojnatka čínská
Závojnatka čínská je akvarijní a jezírková ryba, přezdívaná též „zlatá rybka“, vyšlechtěná v Číně z karase zlatého. Dožívá se i 10 let, je to studenovodní rybka. Má mnoho barevných variant, od oranžové až po červenou, stříbrnou a černou.
Chová se v druhovém akváriu, s vodou při teplotě 12–22 stupňů. V akváriu by nemělo být mnoho dekorací, špičatých kamenů a ostrých věcí na dně, protože závojnatky dno rozrývají. Proto se do akvária nehodí hodně rostlin, protože by je mohly vyhrabat. Nejsou vhodné ani různé vodní trávy, závojnatky je s oblibou ožírají.
V pohádkách je závojnatka označována jako Zlatá rybka, a pokud ji ten, kdo ji chytí, pustí na svobodu, splní mu tři přání.